# Salix sieboldiana
Salix sieboldiana — вид квіткових рослин із родини вербових (Salicaceae).

## Морфологічна характеристика
Це дерево.

## Середовище проживання
Японія.

## Загрози
Не відомо.

## Використання
Не відомо.